# Bowser’s Fury
Bowser’s Fury (Fury World (яп. フューリーワールド Фуюри Ва:рудо)) — это игра-платформер, выпущенная в составе сборника вместе с портированной игрой Super Mario 3D World для Nintendo Switch. Игрок управляет Марио в открытом игровом мире, наполненным кошачьими мотивами и должен освободить его от оскверняющей чёрной жидкости, в том числе и злодея Боузера, превратившегося в огромного монстра. Игрок изучает открытый мир, решает головоломки и и проходит разнообразные испытания, однако его регулярно прерывает Боузер, обрушивающий на Марио огненный дождь с камнями. Игровой процесс в Bowser’s Fury аналогичен 3D World, хотя дизайн игрового пространства приближен к Super Mario Odyssey.
Выпущенный сборник стал бестселлером в феврале 2021 года в США. Игра номинировалась в категории «Лучшая семейная игра» на вручении The Game Awards 2021..

## Игровой процесс
Bowser’s Fury — это платформер с открытым игровым миром, где игрок управляет Марио и должен очистить озеро Лапкет от чёрной жидкости и освободить из неё Боузера. Игровой процесс аналогичен Super Mario 3D World, однако дизайн игрового пространства схож с Super Mario Sunshine или Super Mario Odyssey. В игре можно свободно вращаться камеру.
Марио случайно попадает на озеро и встречает Боузера младшего. Тот просит у Марио спасти его отца — Боузера, который оказался осквернён чёрной жидкостью и превратился в огромного безмозглого монстра, крушащего всё на своём пути. Марио и Боузер младший временно объединяются. К героям также присоединяется плезиозавр Плесси, которая может быстро доставлять Марио по воде на разные острова на озере. Все здания, предметы и персонажи в Bowser’s Fury тематически связаны с кошками.
В самом начале озеро и его постройки почти полностью скрыты в чёрной жидкости, но по мере того, как Марио с Боузером младшим решает задачи, преодолевает препятствия и собирает «котофеи солнца» — аналоги звёзд из серии Super Mario, жидкость отступает и открывает доступ к раннее скрытым участкам озера. Каждый остров предлагает разнообразные головоломки и уникальные игровые механики. В Bowser’s Fury игрок может собирать для Марио разные костюмы, наделяющие героя разными способностями. Например костюм кота позволяет взбираться по стенам, огненный костюм или костюм-бумеранг позволяют атаковать на противника на расстоянии, а костюм тануки позволяет долго планировать в воздухе. Всего можно собрать 100 «котофей солнца», по пять на каждом острове. После того, как игрок находит очередную котофею, острова наполняются новыми элементами и врагами, позволяя перепроходить их и добывать новые, раннее недоступные котофеи. Также некоторые задания требуют быстро перемещаться по озеру на Плесси. Игрок может в настройках выбрать, на сколько активно Боузер-младший может помогать Марио. Есть также двупользовательский режим, где второй игрок может управлять Боузером-младшим.
Через каждые несколько минут игровой процесс прерывается атаками Боузера-гиганта, проливающего огонь и камни в сторону игрока. В этот момент необходимо избегать падающих камней и огненного дыхания Боузера. Одновременно он создаёт временные платформы, облегчающие доступ к труднодоступным локациям. Игрок может переждать атаку Боузера или отпугнуть его, добравшись до очередной котофеи. Он снова прячется в чёрной жидкости. Собрав достаточное количество котофей, игрок может получить доступ к гига-колокольчику и превратить Марио в гиганта, способного пойти на прямую схватку с Боузером.

## Разработка
Разработкой Bowser’s Fury занималось подразделение Nintendo EPD.

## Критика
Игровые критики в целом оценили Bowsers Fury, средняя оценка игры в антологии с Super Mario 3D World составила 89 баллов из 100 возможных. Рецензенты заметили экспериментальный характер игрового процесса к первому полностью открытому миру в серии и то, как игра страдает от технических недоработок, выражающейся например в периодически падающей частоте кадров или несовершенной реализации некоторых идей.
Представитель Play Zine назвал игру обязательной для поклонников Super Mario Odyssey и одновременно тех, кого разочаровывали маленькие и линейные уровни в 3D World, так как Bowsers Fury перенимает лучшие качества своих предшественниц — безупречный игровой дизайн 3D World и обширные нелинейные миры из Odyssey.
Критик сайта TheGamer заметил, что Bowser’s Fury по сути чувствуется DLC к Super Mario Odyssey, предлагая обширный игровой мир и дизайн уровней Odyssey, но помещённый в игровой движок 3D World с её игровыми механиками. Это позволило создать по истине уникальную игру. Объединение двух этих игр [Bowser’s Fury и 3D World] стало лучшим решением Nintendo за последние годы. Сама антология по праву может считаться одной из лучших игр на Nintendo Switch. Критик одновременно указывал на ряд связанных с этим проблем, например использование движка линейной 3D World для открытого мира стало одновременно важным недостатком, так как Марио доступно гораздо меньше движений, однако игра предлагает и серьёзное преимущество, позволяя использовать разные костюмы для получения доступа к разным способностям, всё это придаёт свежесть игровому процессу и головоломками.
Представитель IGN оценил кошачью эстетику игрового мира и его персонажей, назвав это глупым и забавным, одновременно эти качества присущи всем играм серии Super Mario и в том числе делают эти игры успешными.
Ряд обозревателей выразили своё недовольство по поводу слишком частого «прерывания» игрового процесса Боузером. Критик IGN заметил, что атаки злодея со временем стали утомлять его, хотя он похвалил то, как швыряемые монстром блоки внезапными образом облегчают прохождение на разных уровнях. Некоторые критики наоборот похвалили данный аспект, заметив, что это делает игру сложнее и непредсказуемее. Критик Ars Technica выразил разочарование тем, что игра требует снова и снова возвращаться в одни и те же области, чтобы решать одни и те же задачи из-за появившихся там дополнительных наград по мере прохождения.
Представитель TheGamer назвал битвы с Боузером не такими интересными, но критика особенно впечатлило присутствующее в этот момент эпическое музыкальное сопровождение.